# Pazo de Vilardefrancos
El pazo de Villardefrancos es una casa solariega localizada en la parroquia de Artes, en el ayuntamiento de Carballo (La Coruña). El edificio, del siglo XVI, mantiene su estructura original en buen estado de conservación. Actualmente es de propiedad privada y no es visitable.
El edificio principal del pazo está coronado por una torre defensiva que se remonta a la época de los Reyes Católicos; se yergue como fortaleza para presidir una encrucijada de valles, bosques y jardines. El edificio tiene planta aproximadamente rectangular formada por una añadidura de dependencias a la torre central, y está rodeado por una muralla almenada que circunda las zonas ajardinadas y agrícolas. El pazo cuenta también con alpendres, cortes, hórreo y otras dependencias. Cerca del pazo podemos encontrar un espectacular ejemplar de roble de unos 700 años de antigüedad conocido como el Roble de San Antonio, en el que según dicen, las chavalas que consiguen introducir una piedra dentro del árbol tirándola de espaldas casan en ese año.